# Гропніца (комуна)
Гропніца (рум. Gropnița) — комуна у повіті Ясси в Румунії. До складу комуни входять такі села (дані про населення за 2002 рік):
- Булбукань (697 осіб)
- Гропніца (465 осіб)
- Мелеєшть (490 осіб)
- Севень (761 особа)
- Синджері (436 осіб)
- Форешть (507 осіб)

Комуна розташована на відстані 336 км на північ від Бухареста, 32 км на північний захід від Ясс.

## Населення
За даними перепису населення 2002 року у комуні проживали 3356 осіб.
Національний склад населення комуни:
| Національність | Кількість осіб | Відсоток |
| -------------- | -------------- | -------- |
| румуни         | 3354           | 99,9%    |
| угорці         | 2              | 0,1%     |

Рідною мовою назвали:
| Мова      | Кількість осіб | Відсоток |
| --------- | -------------- | -------- |
| румунська | 3355           | > 99,9%  |
| угорська  | 1              | < 0,1%   |

Склад населення комуни за віросповіданням:
| Релігія       | Кількість осіб | Відсоток |
| ------------- | -------------- | -------- |
| православні   | 2593           | 77,3%    |
| римо-католики | 756            | 22,5%    |
| бретрени      | 6              | 0,2%     |
| реформати     | 1              | < 0,1%   |